# Kunice (Valjevo)
Kunice (Valjevo) (em cirílico: Кунице) é uma vila da Sérvia localizada no município de Valjevo, pertencente ao distrito de Kolubara. A sua população era de 68 habitantes segundo o censo de 2011.

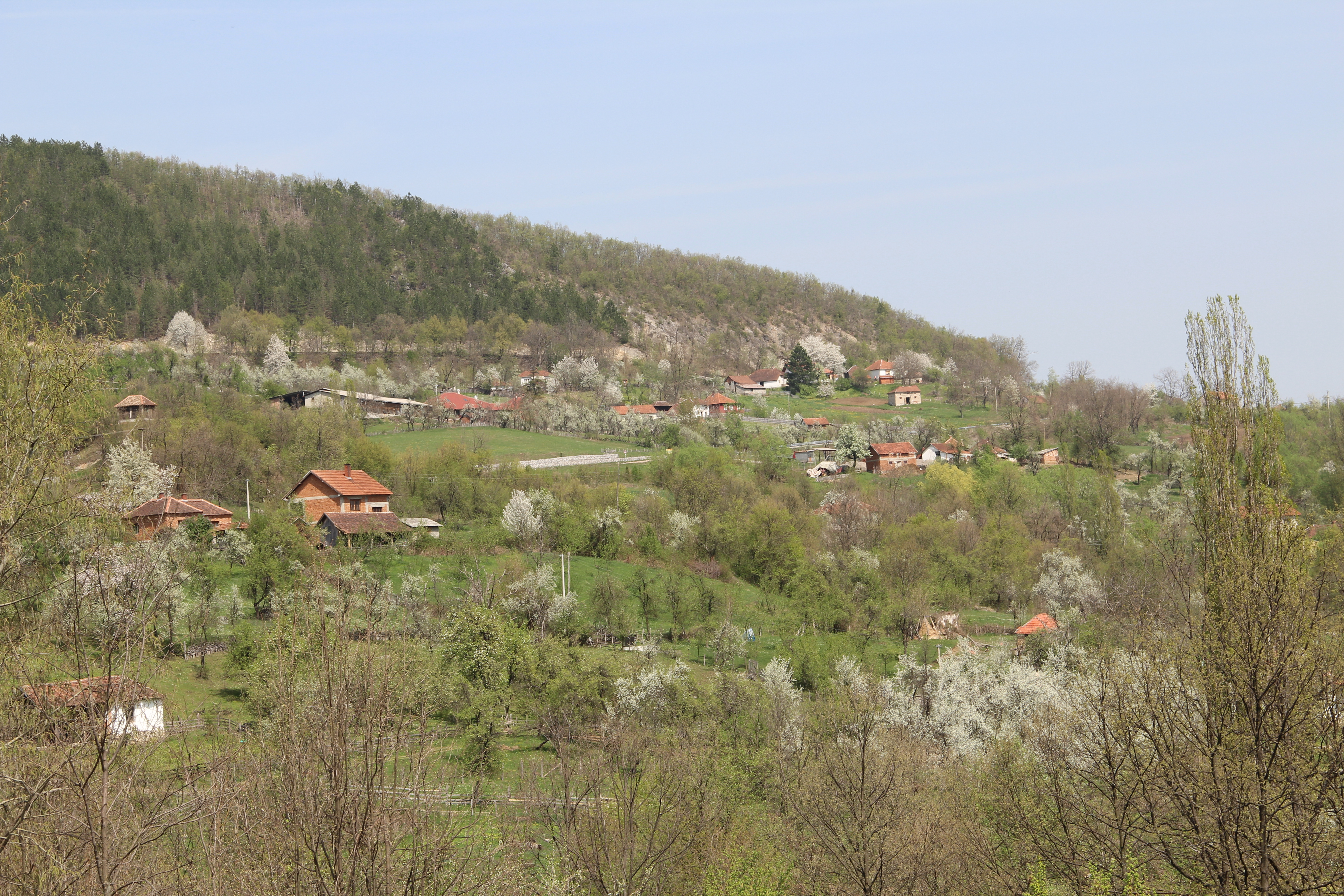
Kunice - panorama
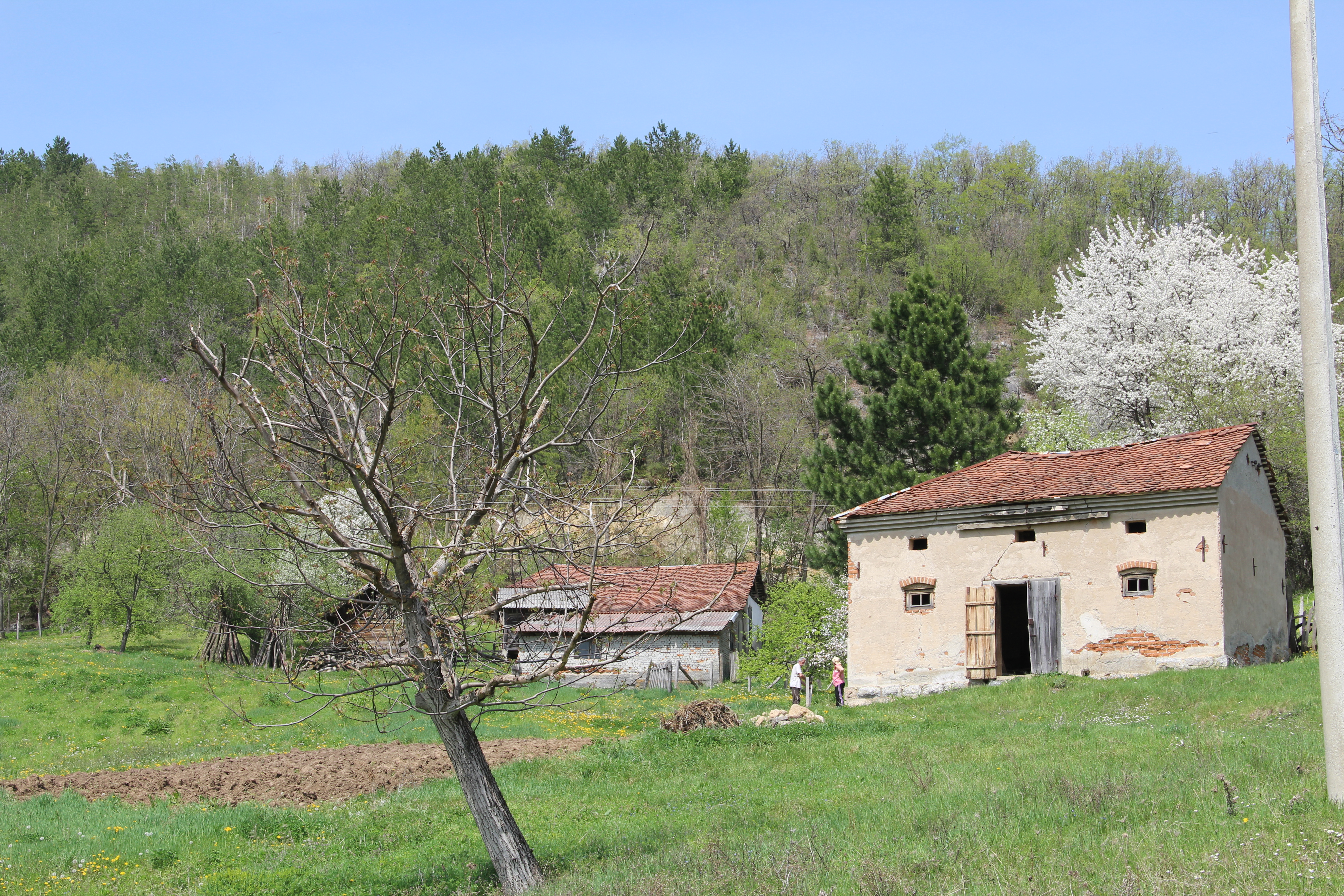
Kunice - panorama
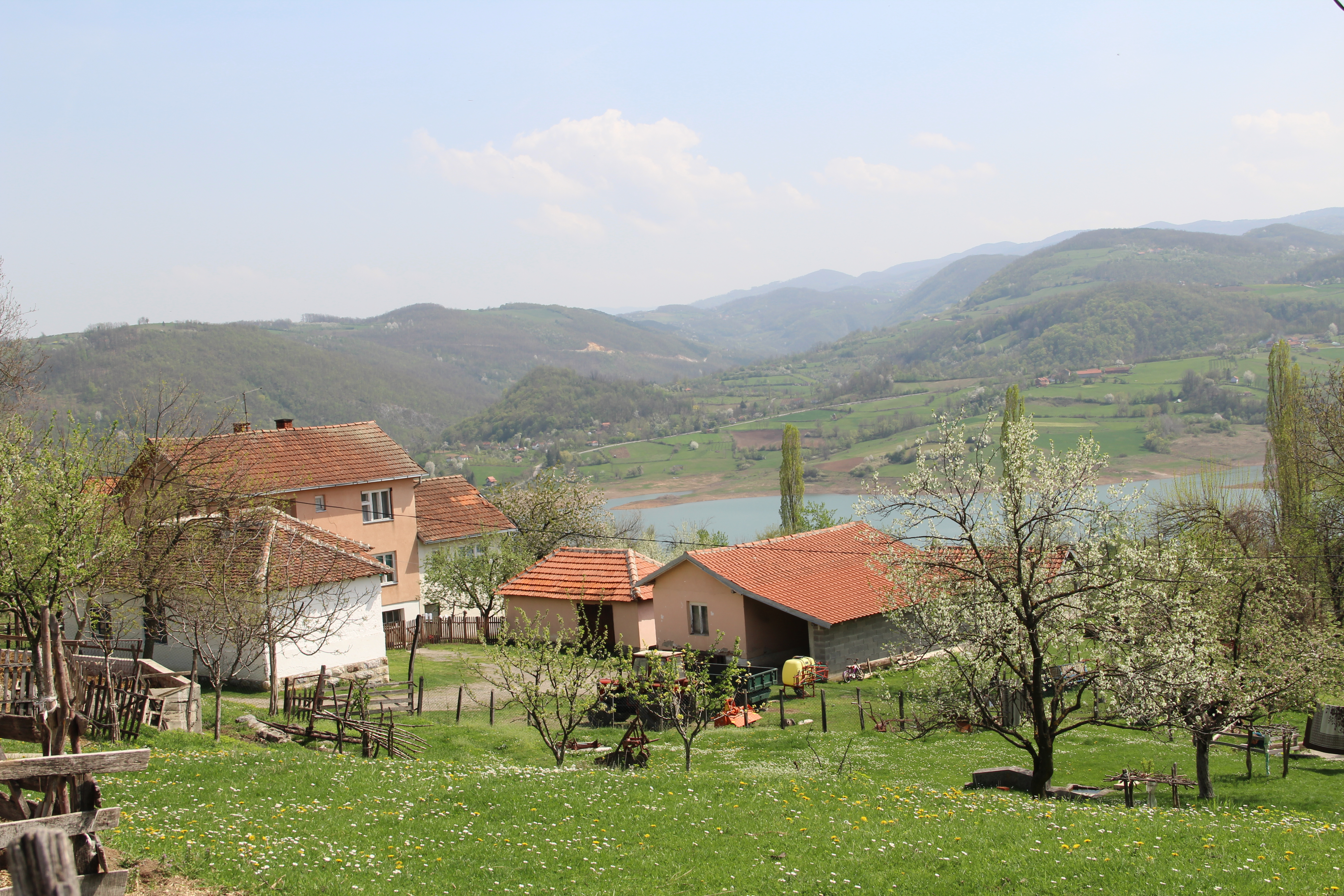
Kunice - panorama
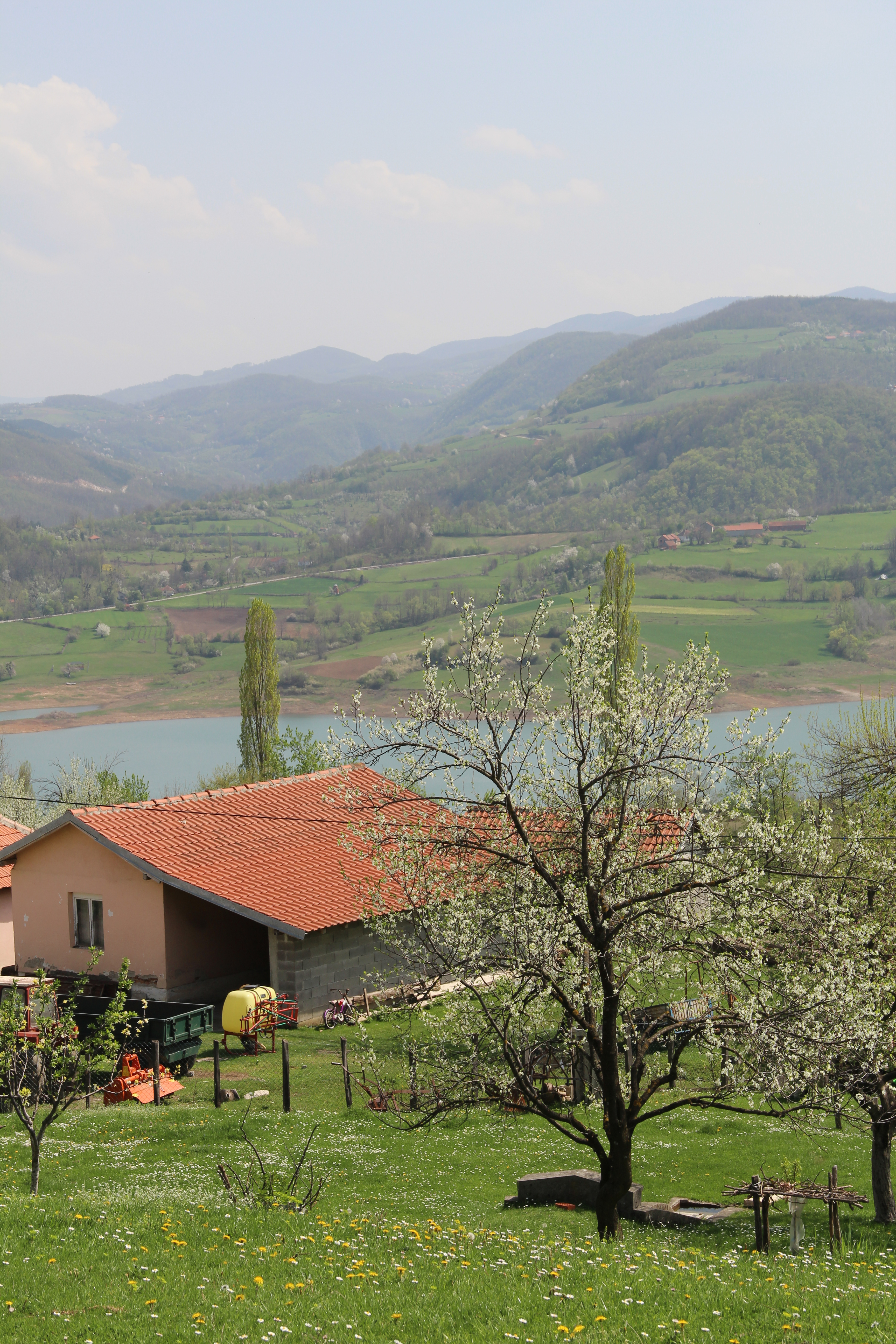
Kunice - panorama
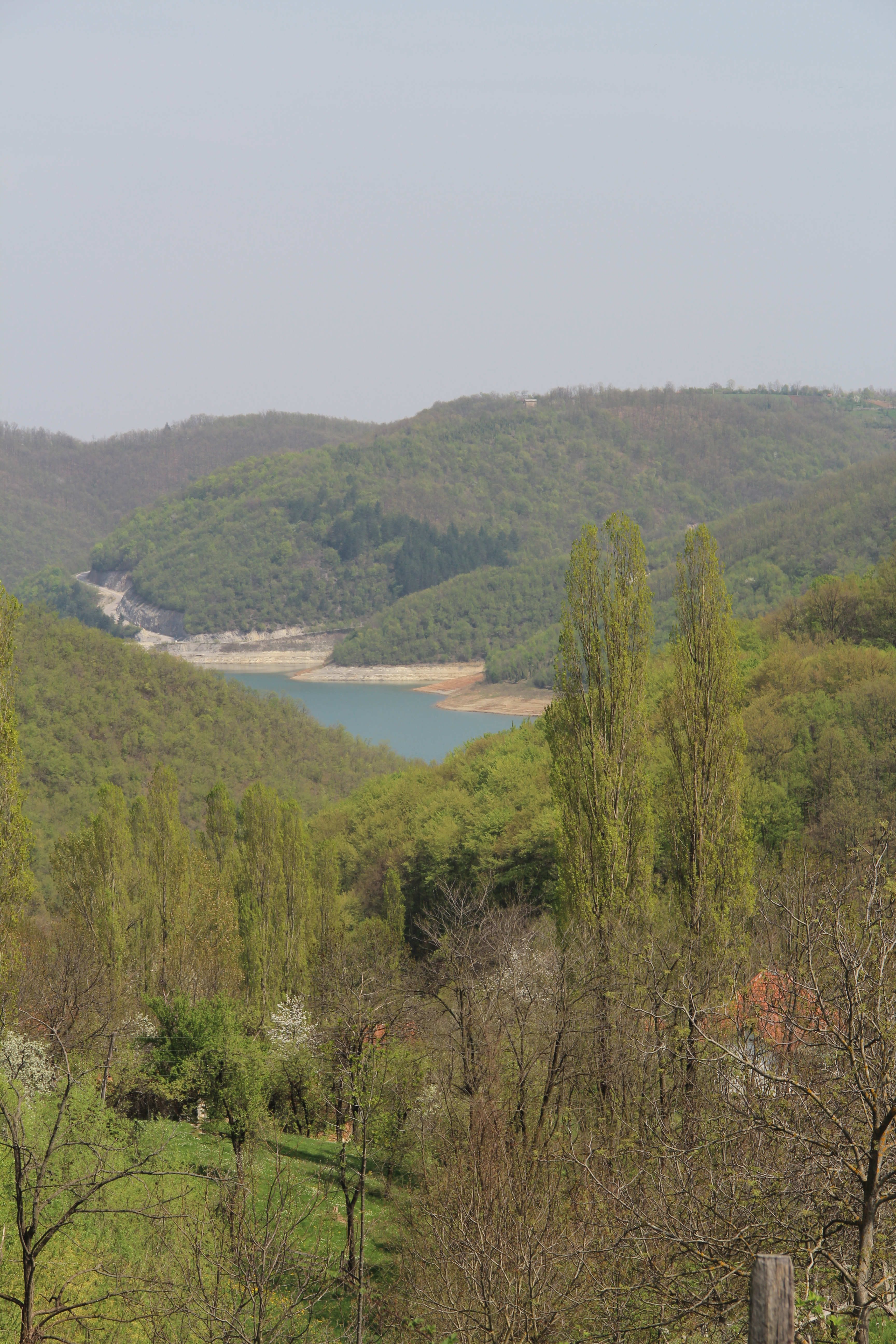
Kunice - panorama
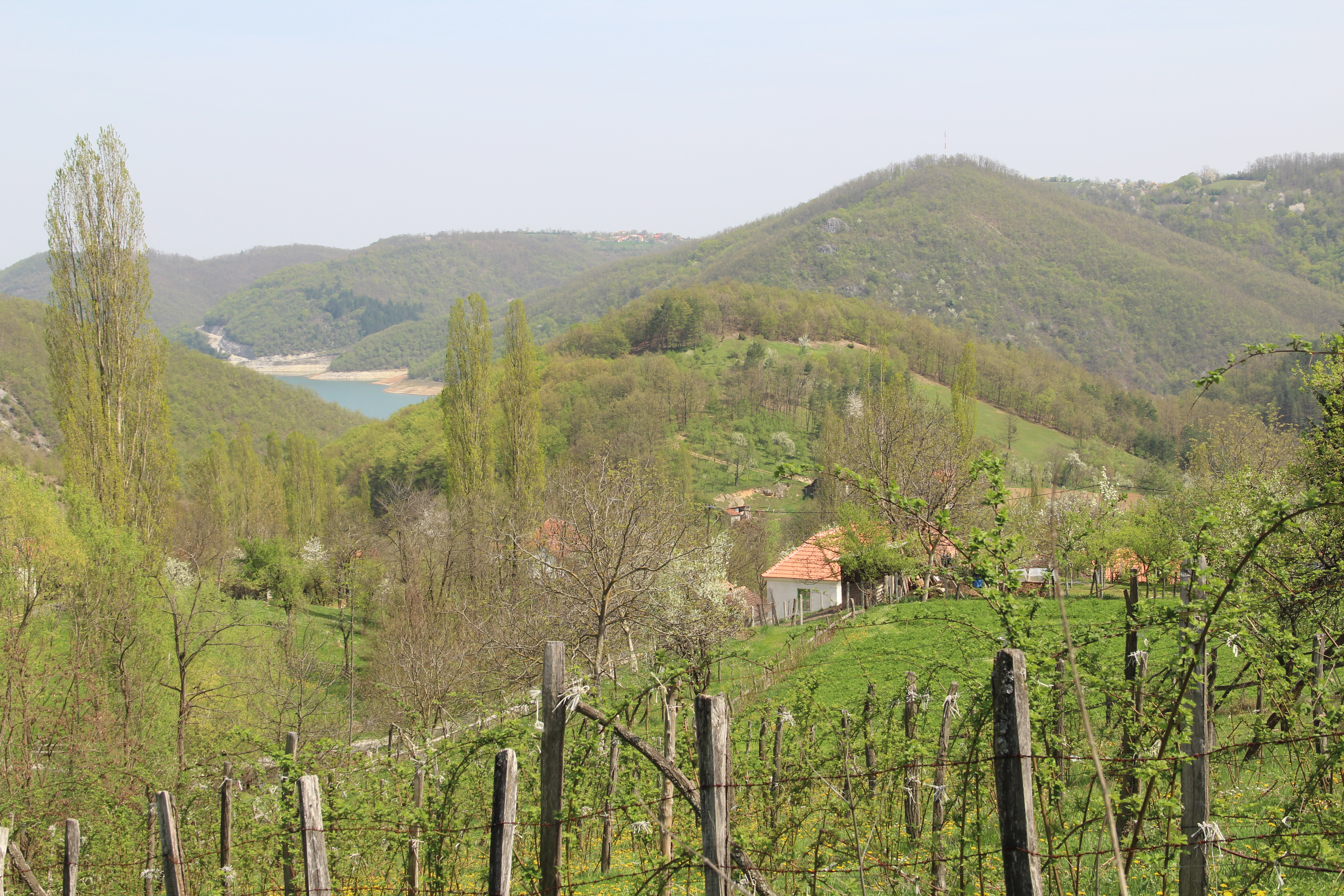
Kunice - panorama
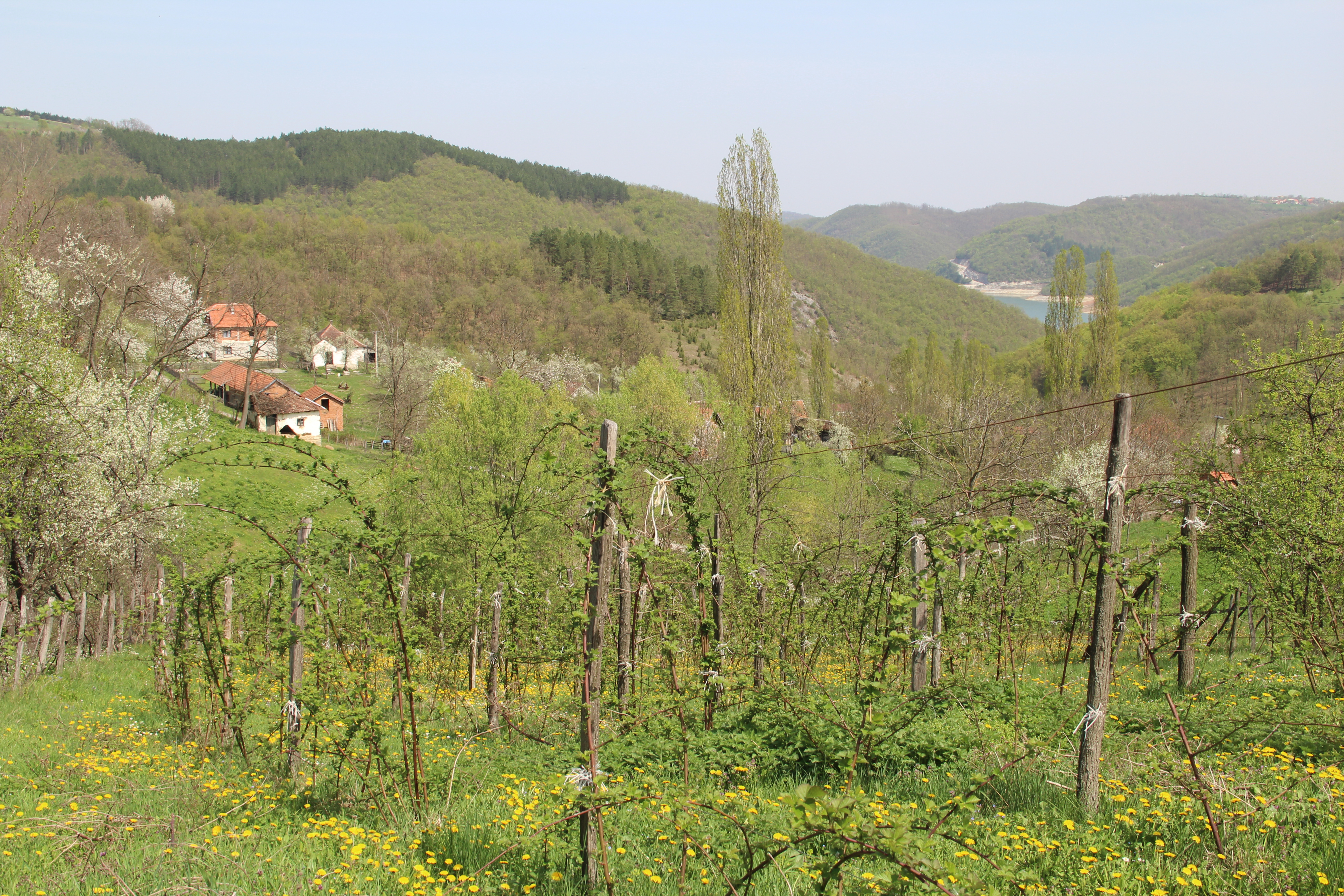
Kunice - panorama
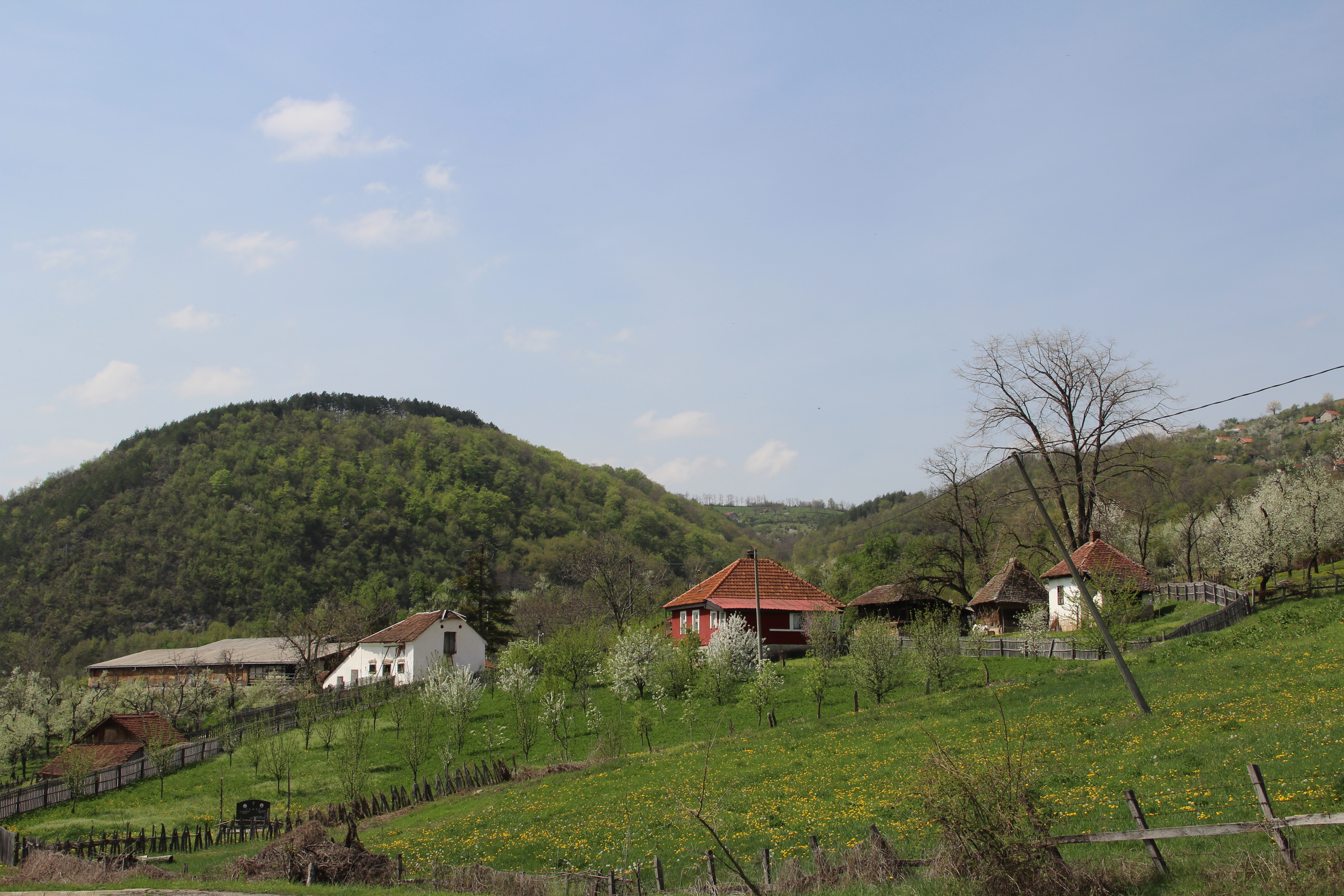
Kunice - panorama

## Demografia
| 1948 | 1953 | 1961 | 1971 | 1981 | 1991 | 2002 | 2011 |
| ---- | ---- | ---- | ---- | ---- | ---- | ---- | ---- |
| 215  | 215  | 212  | 196  | 150  | 114  | 77   | 68   |